# École de Mysore

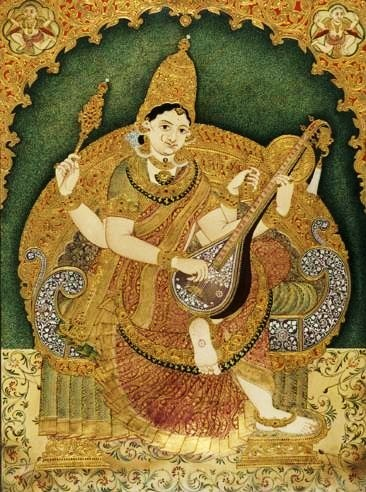
La déesse Sarasvati, peinture du XIXe siècle réalisée par Durgada Krishnappa. National Gallery of Modern Art, New Delhi.

La ville de Mysore dans l'état du Karnataka, au sud de l'Inde, a donné naissance à une école de peinture classique, du XIVe siècle au XIXe siècle. Les peintures du style Mysore sont réputées pour leur élégance, le souci du détail et la douceur des couleurs employées. Les thèmes préférés dépeignent les dieux et déesses, de même que les scènes des mythologies hindoues. 
Des écoles contemporaines qui enseignent dans le style de l'école de Mysore existent à Mysore, Bangalore, Narasipura, Tumkur, Sravanabelagola et Nanjangud.